# Augustyn Działyński
Augustyn Działyński herbu Ogończyk (ur. 1715, zm. 13 maja 1759) – wojewoda kaliski od 1750, kawaler Orderu Orła Białego 1753.
Syn Józefa i Marianny Potulickiej, prawnuk Zygmunta.
Dziedzic majątku w Pakości, Kórniku, Kościelcu, Działyniu, Konarzewie, Sokołowie, właściciel folwarku w Zakrzewiu.
Starosta nakielski od 1735 r., podkomorzy wschowski w latach 1742–1743, wojewoda kaliski od 1750 do 1758 r. Za zasługi dla ojczyzny został odznaczony Orderem Orła Białego 3 sierpnia 1753 roku w Dreźnie. Pogrzeb odbył się 1 czerwca 1759.
Marszałek sejmiku, poseł województwa poznańskiego i kaliskiego na sejm nadzwyczajny pacyfikacyjny 1736 roku.
Augustyn Działyński z małżeństwa z Anną Radomnicką miał cztery córki i dwóch synów: Ignacego i Ksawerego.